# Cyprus Broadcasting Corporation
Radiofonikó Ídruma Kúprou (gr. Ραδιοφωνικό Ίδρυμα Κύπρου; ang. Cyprus Broadcasting Corporation; tur. Kıbrıs Radyo Yayin Kurumu), skrótowo RIK (gr. ΡΙΚ; ang. CyBC; tur. KRYK) – cypryjski nadawca publiczny. Rozpoczął działalność radiową 4 października 1953 roku, a w 1957 transmisję telewizyjną. Nadaje cztery stacje radiowe i dwa krajowe programy telewizyjne oraz wykorzystuje jeden kanał satelitarny dla cypryjskiej diaspory.
Głównym zadaniem nadawcy jest dostarczanie informacji, kultury i rozrywki dla mieszkańców kraju. jest częściowo finansowany przez podatek (dodany do rachunków za energię elektryczną). Należy do takich organizacji jak: EBU, Bonac i CBA.

## Telewizja
- RIK 1
- RIK 2 (również RIK 2) w języku greckim, tureckim i angielskim. Od 1993 transmituje codziennie część programu Euronews (około 80 godzin tygodniowo).
- RIK Sat - Skierowany do Cypryjczyków w Europie, Azji, Afryce, Australii, i Nowej Zelandii.

## Radio
- CYBC Radio 1 (również RIK Proto) – w języku greckim.
- CYBC Radio 2 (również RIK Deftero) – kanał dla mniejszości narodowych, nadaje w  języku tureckim oraz ormiańskim.
- CYBC Radio 3 (również RIK Triton) – kanał rozrywkowy i informacyjny, nadaje w języku greckim.
- CYBC Radio 4 (również RIK Classic) – prezentuje muzykę klasyczną oraz jazzową